# 1115 (numero)
Millecentoquindici (1115) è il numero naturale dopo il 1114 e prima del 1116.

## Proprietà matematiche
- È un numero dispari.
- È un numero composto con 4 divisori: 1, 5, 223, 1115. Poiché la somma dei suoi divisori (escluso il numero stesso) è 229 < 1115 è un numero difettivo.
- È un numero semiprimo.
- È parte delle terne pitagoriche (1115, 2676, 2899), (1115, 24852, 24877), (1115, 124320, 124325), (1115, 621612, 621613).